# Ruïnosa y las Strippers de Rahola
Ruïnosa y las Strippers de Rahola és una banda de "subnopunk travesti" catalana originària de Barcelona. El seu estil musical i artístic a l'escenari barreja l'estètica del món drag amb el so i la identitat punk, indie i rock, incorporant un espectacle elèctric, enèrgic i teatral amb maquillatges esperpèntics, lletres irreverents i iròniques sobre la comunitat LGTBI, la política catalana i espanyola, la religió, etcètera. Des del 2022 han guanyat popularitat en l'escena underground de Barcelona actuant en llocs com el Festival My Heart Your Mouth, la Sala Meteoro, la Festa de l’Orgull del Karmel y el Bar Maricón, entre d'altres. A més guanyaren el concurs Districte Musical Jove de Gràcia i la desena edició del Sarao Drag de Futuroa a la Sala Apolo.
La banda està formada per quatre personalitats travestis:
- Ruïnosa (Jaume Llagostera), la cantant excèntrica i descarada.
- Kalva Klein (Marcel Molina), guitarrista i vocalista rebel i múrria.
- Nico Lokao (Anna Castells), baixista explosiva i agressiva.
- La Marrana Jurásica (Laura Pulido), bateria i ballarina sensual i alienígena en col·locar-se una màscara d'ET a la part final de les actuacions.

La banda es va conèixer estudiant interpretació i des de llavors es dedicaren a assajar al garatge de Laura Pulido (Marrana Jurásica) bateria del grup, arribant a un repertori de quinze temes propis. El nom de la banda Ruïnosa sorgiria del personatge dolent que formà part del Club Super 3, ja que la cantant volia ser com ella des que era petita. I l'altra part del nom de la banda, Strippers de Rahola, vindria en referència a la periodista Pilar Rahola, de la qual es declararien políticament molt allunyades, però que agafaren com a referent català, ja que pensaven que en el món LGTB barceloní només hi havia hagut referents castellanoparlants i creien que era hora de reivindicar "dones poderoses de la cultura popular", en un to irònic però convençut. Alguns dels seus temes més destacats en els inicis serien per exemple "Soy catalana", en el qual criticarien els nacionalismes català i espanyol, a més d'algunes actituds del col·lectiu LGTBIQ+, amb molt de sentit de l'humor. També dedicarien un tema al transport públic i que anomenarien "Puta Renfe", i del qual estrenarien el videoclip el 15 de setembre de 2023.
Entre els seus referents musicals han citat bandes com Las Vulpess, de les quals prenen l'esperit i l'estètica transgressora, contestatària i mítica del moviment musical espanyol dels anys 80. Com a referent televisiu destaquen el Club Super 3, en especial el personatge dolent i més carismàtica del programa infantil, Ruïnosa Gratandós. Com a corrent musical reivindiquen el queer punk, nascut sobretot a mitjans dels 80 per combatre l'homofòbia. I com a identitat els membres de la banda afirmen ser catalanes però sense mostrar simpatia per manifestacions de l'11 de setembre, situant-se en ambients més underground com el barri del Raval i en especial la Plaça de Terenci Moix.
També han anomenat com a referents culturals les Teresines de La Cubana "que portaven l'estètica camp carrinclona catalana a un altre nivell i a més reivindicaven els valors de la comunitat vivint amb les seves amigues i rebutjant el matrimoni tradicional, és a dir, punk en estat pur", així com les grans figures del cuplet català com Núria Feliu, Gullermina Motta, i travestis com Brigitta Lamoure i Jessica Pulla, o figures de l'àmbit espanyol com Samantha Hudson, La Prohibida, Pupi Poisson, Ken Pollet, la Woolman Family, i del món angloamericà com el que surt a la pel·lícula The Rocky Horror Picture Show o l'entorn de Rupaul's Drag Race, amb artistes com Sasha Velour, Katya, Alaska, Jinkx Monsoon, etcètera. I en la literatura teatral destaquen les obres de l'absurd com La cantant calba, obres esperpèntiques com Luces de Bohemia, i també La casa de Bernarda Alba de Lorca.
El 6 d'octubre de 2023 publicaren el seu primer EP titulat "Nuestra infancia travestida", i el 24 de maig de 2024 el seu primer àlbum DICTADURA TRAVESTI.

## Discografia

### Àlbums
| • DICTADURA TRAVESTI (2024) |
| --- |
| (Rebel Sound Music) 1. Cura Cura 2. Puta Renfe 3. Mi Harley Davidson 4. SUBNOPUNK 5. Madres Solteras Buscan Polla 6. ¿Qué pasa con Michael? 7. p0pper 8. the séance 9. Soy Catalana 10. ET.S |

### EPs
| • Nuestra infancia travestida (2023)                                       |
| -------------------------------------------------------------------------- |
| 1. SUBNOPUNK 2. Puta Renfe 3. Soy Catalana 4. Mi Harley Davidson 5. p0pper |

### Senzills
- Soy Catalana (10 de març de 2023)
- Puta Renfe (14 d'abril de 2023)
- Popper (14 de juliol de 2023)
- Cura Cura (26 d'abril de 2024)
- Pedro Bicicletas (23 de maig de 2025)

### Col·laboracions
- ET.S feat. Ladilla Rusa (14 de març de 2024)